# Pachyaena
Pachyaena  es un género extinto de mamíferos mesoniquios originario de Asia que existió desde el Paleoceno hasta el Eoceno Inferior.
Este animal tenía una complexión robusta con extremidades relativamente cortas. Su tamaño oscilaba entre el de un coyote y un oso. Durante su apogeo las especies de Pachyaena, de modo similar a Dissacus, se distribuían desde Asia hasta América del Norte. Su dieta pudo variar desde estrictamente carnívora en las especies más pequeñas hasta omnívora en las especies más grandes. Todas las especies tenían mandíbulas poderosas, que usaban para arrancar o cortar carne y algunos pudieron ser depredadores y carroñeros al mismo tiempo.
El cuerpo de Pachyaena era robusto, lo que indica que pudo cazar animales grandes como el mamífero Coryphodon, que poseía el tamaño de una vaca y era similar a un tapir. Las piernas relativamente cortas y su cuerpo macizo implica que Pachyaena estaba mejor diseñado para la resistencia que para la carrera y pudo haber cazado presas mediante persecuciones prolongadas que terminaban con el agotamiento de la presa. Su tamaño variaba entre las distintas especies: para P. gracilis, la masa corporal estimada basada en la longitud del fémur es de 24.0 kg, para P. ossifraga es de cerca de 56.9 kg, y para P. gigantea es de 81.7 kg. Sin embargo las estimaciones de peso de P. gigantea varían de 129 a 396 kg.

## Especies
- Género Pachyaena
  - Pachyaena gigantea
  - Pachyaena intermedia
  - Pachyaena ossifraga
  - Pachyaena gracilis